# 62666 Rainawessen
62666 Rainawessen è un asteroide della fascia principale. Scoperto nel 2000, presenta un'orbita caratterizzata da un semiasse maggiore pari a 3,1248085 UA e da un'eccentricità di 0,1796860, inclinata di 9,39187° rispetto all'eclittica.